# Malabaila kirungae
Malabaila kirungae är en flockblommig växtart som beskrevs av Adolf Engler. Malabaila kirungae ingår i släktet Malabaila och familjen flockblommiga växter. Inga underarter finns listade i Catalogue of Life.